# Canton de Porto-Vecchio
Le canton de Porto-Vecchio est une ancienne division administrative française, située dans le département de la Corse-du-Sud en région Corse.

## Géographie
Ce canton était organisé autour de Porto-Vecchio dans l'arrondissement de Sartène. Son altitude variait de 0 m à 1 445 m pour Conca, avec une moyenne de 150 m.

## Histoire
- De 1833 à 1848, les cantons de Bonifacio et de Porto-Vecchio avaient le même conseiller général. Le nombre de conseillers généraux était limité à 30 par département[1].

- Par le décret du 24 février 2014, le canton est supprimé à compter des élections départementales de mars 2015[2]. Il est englobé dans le canton de Bavella, à l'exception d'une fraction de la commune de Porto-Vecchio qui est intégrée dans celui du Grand Sud.

## Administration

### Conseillers généraux de 1833 à 2015
| Période                                  | Période          | Identité                                                       | Étiquette                       | Qualité |
| ---------------------------------------- | ---------------- | -------------------------------------------------------------- | ------------------------------- | --- |
| 1833                                     | 1845 (décès)     | Jules Camille (Giudice Camillo) de Rocca Serra (1783-1845)     |                                 | Avocat - Juge de paix à Porto-Vecchio |
| 1845                                     | 1858             | Jules de Rocca Serra (1822-1892) (fils du précédent)           |                                 | Juge, propriétaire, Maire de Porto-Vecchio (1846-1854) |
| 1858                                     | 1874             | Dominique Poli (1814-1893)                                     |                                 | Inspecteur d'agriculture, Sari-di-Porto-Vecchio |
| 1874                                     | 1886             | Jean-Paul de Rocca Serra                                       | Bonapartiste                    | Maire de Porto-Vecchio (1876-1877) |
| 1886                                     | 1911 (décès)     | Joseph Balesi (1850-1911)                                      | Républicain modéré puis Radical | Médecin à Marseille Maire de Porto-Vecchio (1892-1911) Député (1909-1911)                                                                                      |
| 1911                                     | 1919             | François-Marie Balesi                                          |                                 | Juge de paix Maire de Porto-Vecchio (1911-1919) |
| 1919                                     | 1940             | Camille de Rocca Serra (1880-1963 - fils de Jean-Paul)         | RG                              | Médecin Maire de Porto-Vecchio (1919-1943) Député (1928-1942) Président du Conseil Général Nommé membre de la Commission administrative départementale en 1941 |
|                                          |                  |                                                                |                                 | |
| 1945                                     | 1949             | Lucien Filippi (1905-1986)                                     | SFIO                            | |
| 1949                                     | 1988 (démission) | Jean-Paul de Rocca Serra fils de Camille                       | Rad. puis UNR puis UDR puis RPR | Médecin Sénateur (1959-1962) Député (1963-1998) Président de l'Assemblée de Corse (1984-1998) Maire de Porto-Vecchio (1950-1997)                               |
| 1988                                     | 2002 (démission) | Camille de Rocca Serra fils du précédent                       | RPR                             | Député (2002-2017) Président de l'Assemblée de Corse (2004-2010) Maire de Porto-Vecchio (1997-2004)                                                            |
| 1er décembre 2002                        | 2003 (décès)     | Denis de Rocca Serra (1937-2003) cousin de J.P. de Rocca Serra | DVD                             | Fondateur du Rassemblement Démocratique pour l'Avenir de la Corse (RDAC) Conseiller municipal de Porto-Vecchio                                                 |
| 2004                                     | 2011             | François-Marie Colonna-Césari                                  | DVD                             | Conseiller municipal de Porto-Vecchio Administrateur de biens immobiliers Vice-président du Conseil général                                                    |
| 2011                                     | 2015             | Jean-Christophe Angelini                                       | PNC                             | Conseiller territorial Ancien directeur de cabinet du président de l'université de Corte Conseiller municipal de Porto-Vecchio                                 |
| Les données manquantes sont à compléter. |                  |                                                                |                                 | |

- Résultats des élections cantonales

### Conseillers d'arrondissement (de 1833 à 1940)
| Période                                  | Période      | Identité                                           | Étiquette | Qualité |
| ---------------------------------------- | ------------ | -------------------------------------------------- | --------- | --- |
| 1833                                     | 1839 (décès) | Rocco Francesco (Roch François) Quenza (1769-1839) |           | Capitaine, maire de Porto-Vecchio                                                                           |
|                                          |              |                                                    |           | |
| 1852                                     | 1855         | Jacques Ettori                                     |           | |
| 1855                                     |              | Giabicorso Piétri (1830-1884)                      |           | Maire de Porto-Vecchio (1855-1862)                                                                          |
|                                          |              |                                                    |           | |
| avant 1877                               |              | Horace de Rocca-Serra                              |           | Propriétaire à Porto-Vecchio                                                                                |
|                                          |              |                                                    |           | |
|                                          | 1895         | M. Marini                                          |           | |
| 1895                                     |              | Antoine Ettori                                     |           | |
|                                          |              |                                                    |           | |
| 1937                                     | 1940         | M. Leccia                                          | RG        | |
| 1940                                     |              |                                                    |           | Les conseils d'arrondissement ont été suspendus par la loi du 12 octobre 1940 et n'ont jamais été réactivés |
| Les données manquantes sont à compléter. |              |                                                    |           | |

## Composition
Le canton de Porto-Vecchio comprenait quatre communes et comptait 13 965 habitants, selon la population municipale de 2012.
| Nom                       | Code Insee | Intercommunalité   | Population (dernière pop. légale) |
| ------------------------- | ---------- | ------------------ | --------------------------------- |
| Porto-Vecchio (chef-lieu) | 2A247      | CC du Sud Corse    | 11 625 (2014)                     |
| Conca                     | 2A092      | CC de l'Alta Rocca | 1 150 (2014)                      |
| Lecci                     | 2A139      | CC du Sud Corse    | 1 588 (2014)                      |
| Sari-Solenzara            | 2A269      | CC de l'Alta Rocca | 1 377 (2014)                      |

## Démographie
| 1962  | 1968  | 1975  | 1982   | 1990   | 1999   | 2006   | 2011   | 2012   |
| ----- | ----- | ----- | ------ | ------ | ------ | ------ | ------ | ------ |
| 5 822 | 6 979 | 9 710 | 10 718 | 11 977 | 12 904 | 12 690 | 14 798 | 13 965 |